# Cauffry

Cauffry este o comună în departamentul Oise, Franța. În 1 ianuarie 2022 avea o populație de 2.669 de locuitori.